# Leo (koek)
LEO is een Belgisch chocoladekoekje van Milka. Het koekje bestaat uit vier met elkaar verbonden smalle wafeltjes die door melkchocolade worden omhuld. LEO wordt sinds 1939 geproduceerd in Herentals. Behalve de klassieke LEO bestaan er ook limited editions met andere smaken. In België is LEO het populairste merk van chocoladekoekjes met een marktaandeel van 15% in de sector van de chocoladerepen en -koekjes.
In 2013 werd in de nationale pers bevestigd dat LEO en de goedkopere imitatie van Aldi, Olé, in dezelfde fabriek van Mondelēz International werden geproduceerd en zelfs identiek zijn.